# Upplands runinskrifter 422
Upplands runinskrifter 422 är en vikingatida runsten av granit i Rosersberg, Norrsunda socken och Sigtuna kommun. Runstenens höjd är 0,85 meter hög och framsidans bredd 0,76 meter. Stenen är ristad på två sidor. Runhöjden är 9-11 centimeter. Runstenen står vid Rosersbergs slott.

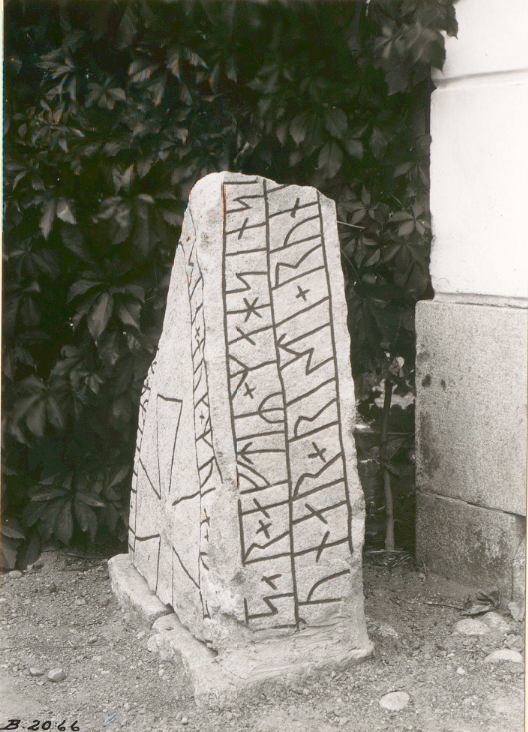
Den ristade högersidan på U 422.

## Inskriften
Translitterering av runraden:
§PA ... ...si + aftiʀ mu-(a) ...(u)r × sin × auk + mu-a + (b)---... 
§PB (k)unar + risti + run-... ¶ ...isar + aftiʀ + mah sin si... 
§QA ... ...si + aftiʀ mu-(a) ...(u)r × sin × auk + mu-a + (b)---... 
§QB ... ...isar + aftiʀ + mah sin si... ¶ ... (k)unar + risti + run-...
Normalisering till runsvenska:
§PA ... [þenn]si æftiʀ Mu[l]a(?) [fað]ur/[broð]ur sinn ok Mu[l]a(?) ... 
§PB Gunnarr risti run[aʀ þ]essaʀ æftiʀ mag sinn ... 
§QA ... [þenn]si æftiʀ Mu[l]a(?) [fað]ur/[broð]ur sinn ok Mu[l]a(?) ... 
§QB ... [þ]essaʀ æftiʀ mag sinn ... ... Gunnarr risti run[aʀ].
Översättning till nusvenska:
... denna (sten) efter Mule, sin ... och Mules ... Gunnar ristade dessa runor efter sin frände.